# Галина Банникова
Галина Андреевна Банникова (30 март 1901 – 27 юни 1972) е руска графичка и художничка на шрифт.

## Биография
През 1930 г. завършва Висшия художествено-технически институт (ВХУТЕИН) в Ленинград (днешен Санкт Петербург). От 1939 г. работи в отдела за наборни шрифтове на Всерусийския научноизследователски институт. Автор на редица шрифтове, сред които най-известни са гарнитурите Банниковская (или Банникова) (1950), Байконур (1960 – 1969) и Кама (1967 – 1971).
За изработка на гарнитурата си Банниковская, която развива дълги години, Банникова изучава първите руски шрифтове от времената на Петър І (в частност Граждански шрифт) и европейските шрифтове от времето на Ренесанса. Така тя създава първият оригинален рисунък от тип антиква на кирилица, предназначен да бъде наборен.
Банникова е автор на многочислени заглавки, титули, обложки, орнаментални букви и други произведения за полиграфски нужди. Занимавала се е с проблемите на сравнителната четимост на шрифта, както и разликите между отделните знаци, като е автор на няколко теоретични студии по темата. Лауреат е на диплома І степен от Всесъюзното изложение на книгата, графиката и плаката през 1957 г. за гарнитурата Банниковская.
През 2001 г. руският калиграф Любов Кузнецова подготвя подобрена дигитална версия на Банниковская.